# ACEM (Stiftung)
ACEM ist eine gemeinnützige international tätige Organisation mit Sitz in Oslo. Ziel der Vereinigung ist
die Verbreitung der von ihrem Gründer, dem Arzt und Psychologen Are Holen, entwickelte
ACEM-Meditation. Holen ist heute Vizedekan der medizinischen Fakultät der  Technisch-Naturwissenschaftlichen Universität Norwegens in Trondheim.
Darüber hinaus betreibt ACEM eine Yoga-Schule und bietet Kommunikationstrainings an.

## Geschichte
ACEM existiert seit 1966. In den Anfangsjahren erwirtschafteten die Aktivisten Grundkapital durch Ausrichtung des größten Flohmarkts ins Oslo. Es wurde in der Folge in Immobilien angelegt. Heutzutage ist ACEM eine Stiftung mit angeschlossenem Verein, dem in Norwegen etwa 1500 Mitglieder angehören.

## Internationale Verbreitung
Außerhalb Norwegens besitzt ACEM Zentren in Indien, Taiwan, den Niederlanden, Schweden, Dänemark und Deutschland, wobei in Schweden, Dänemark und den Niederlanden jeweils eigenständige Organisationen in Vereinsform existieren. In Deutschland gibt es drei Zentren: Berlin, Hamburg und Köln.